# Puer város
Puer város (egyszerűsített kínai írással: 普洱市, pinjin: Pǔ’ěr Shì) prefektúra szintű város Kínában, Jünnan tartományban. Lakosainak száma 2 404 954 fő (2020).

## Népesség
| 2020 | 2 404 954 |